# Små mirakler og store
Små mirakler og store er en svensk dramafilm fra 2006 instrueret af Jon Lindström, der skrev manuskriptet i samarbejde med Rita Holst. Filmen havde premiere i Sverige den 17. februar 2006 og udkom i Danmark fire år senere den 20. maj 2010.

## Handling
Per har været hjemløs i mange år. Han får dagene til at gå og passer sig selv. En misforståelse betyder imidlertid, at han anholdes og stilles for retten for tyveri og her tvinges han pludselig til at se sin fortid i øjnene.

## Medvirkende
- Peter Haber som Per
- Amanda Renberg som Sara
- Antti Reini som Olli
- Per Mattsson som Karl
- Janne "Loffe" Carlsson som Johan
- Michalis Koutsogiannakis som Abbas
- Joakim Lindblad som Viktor
- Rachel Mohlin som Lena
- Kajsa Ernst som Yvonne
- Tuva Novotny som Love
- Peter Gantzler som Jens
- Catherine Hansson som politibetjent
- Lena T. Hansson som butiksansat
- Angela Kovács som dommer
- Øyvind Ougaard som christianit